# Rosnatka královská
Rosnatka královská (Drosera regia) je masožravá rostlina náležící do rodu rosnatka (Drosera), která je endemitním druhem pro jedno údolí v Jihoafrické republice, kde obývá pouze dvě lokality (o výškách 500 a 900 m n. m.). Jejím biotopem je typ krajiny nazývaný fynbos. Jméno Drosera regia pochází z řeckého droseros, neboli „pokrytá rosou“, a latinského regia, což znamená „královská“. Rostlina vytváří až 70cm listy, pokryté lepkavými tentakulemi určenými pro lov hmyzu. Na dotyk kořisti rostlina reaguje ohýbáním tentakulí i samotných listů. U rosnatky královské se vyvinulo mnoho charakteristik, které ji odlišují od většiny ostatních rosnatek – například dřevité oddenky či nerozvíjení květních stvolů circinátní vernací (do spirály). Společně s molekulárními analýzami to naznačuje, že se rosnatka královská řadí mezi vývojově nejstarší žijící druhy z rodu.
Mezinárodní svaz ochrany přírody rosnatku královskou nehodnotí, International Carnivorous Plant Society ji řadí mezi ohrožené druhy. V roce 2006 bylo nalezeno pouze 50 zbývajících jedinců v oblasti s nižší nadmořskou výškou, ve druhé oblasti nebyly nalezeny rostliny žádné. Rostlina může být kultivována, je to však obtížné. Je znám pouze jeden kultivar.

## Taxonomie
Rosnatku královskou poprvé popsala jihoafrická botanička Edith Layard Stephensová roku 1926. Stephensovou o tomto novém druhu informoval pan J. Renni, který tři roky před popsáním druhu objevil několik rostlin v blízkosti potoka v Baviaans Kloof. Další rosnatky byly objeveny na blízké (přímo nad touto oblastí) náhorní plošině ležící mezi South Ridge Peak a Observation Point, roku 1926 pak byla nalezena populace vzdálená asi 6,5 km od vrcholu Slanghoek v blízkosti řeky Witte.
Jméno Drosera regia je složeninou ze řeckého droseros, což znamená pokrytá rosou, a latinského regia, znamenající královská. Stephensová zařadila tento druh do skupiny Psychophila, která tehdy zahrnovala druhy Drosera arcturi, Drosera stenopetala a Drosera uniflora, pozastavovala se však nad neobvyklým květenstvím. V roce 1970 jihoafrická botanička Anna Amelia Obermeyerová navrhla, aby rosnatka královská nebyla řazena do žádné taxonomické skupiny určené německým botanikem L. Dielsem (jenž rosnatky roztřídil ve své monografii z roku 1906, která se stále využívá). Zároveň také poukázala na některé znaky, které rosnatku královskou odlišují od ostatních rosnatek. Dle studie Seineho a Barthlotta z roku 1994 by měl být tento druh zařazen do nového podrodu Regiae v rodu Drosera. O dva roky později ve své monografii tuto systematiku uznal také Jan Schlauer. Jindřich Chrtek a Zdeňka Slavíková, dva čeští vědci, nicméně navrhli ve stejném roce vytvořit pro rosnatku D. regia nový rod, Freatulina, který by zahrnoval pouze tento druh. Zároveň uvedli řadu rozdílů, kterými se Drosera regia odlišuje od jiných rosnatek a tento svůj názor následně potvrdili také ve studii z roku 1999. Jejich výsledky se však nedočkaly podpory a v dalších studiích byly odmítnuty nebo dokonce ignorovány.

### Evoluce
Rosnatka královská byla považována za vývojově nejstarší ze všech existujících rosnatek, a to z důvodu svého neobyčejného vzhledu. Tuto teorii podpořily molekulární analýzy. První kladistická studie, založená na analýze rostlinného enzymu Rubisco a porovnávání vzhledu rostlin, určila, že rosnatka královská tvoří sesterský klad ke zbylým zkoumaným rosnatkám; všechny rosnatky potom tvoří sesterský klad k mucholapce podivné (Dionaea muscipula) z rodu Dionaea.
Další studie z roku 2002, postavená na analýze 18S rRNA, plastidové DNA a morfologických charakteristikách, potvrdila, že Drosera regia stojí jako bazální člen rodu Drosera. I v této studii vyšly jako sesterské linie D. regia a mucholapka podivná, navíc společně s další rosnatkovitou rostlinou – aldrovandkou měchýřkatou (Aldrovanda vesiculosa). O rok později byla provedena další analýza, která odhalila úzký vztah také mezi D. regia a Drosera arcturi – nabízí se spojení mezi D. regia a ostatními rosnatkami Drosera skrze Drosera arcturi.
Během studií také vyplynuly důkazy o vývoji lapacího listu, který k lovu kořisti využívá například mucholapka podivná nebo aldrovandky, z pastí tvořených tentakulemi jako u D. regia. Dle molekulárních a fyziologických údajů se ze společného předka rosnatek oddělily mucholapky a aldrovandky; živým důkazem o příbuznosti těchto druhů má být právě rosnatka královská a další rosnatky. U některých druhů rosnatek byly zaznamenány adaptace, jako například rychlé pohyby listů a tentakulí, které mohou v budoucnu vést ke vzniku lapacích listů. K vývoji by mohlo docházet s cílem ulovit i větší kořist. Zatímco z lepkavých tentakulí se větší živočich může osvobodit, lapací listy mu v tom obyčejně zabrání. Lapací listy také účinněji brání kleptoparazitismu, tedy že někdo rostlinu obere o uloveného živočicha, ještě než jej stačí strávit.

## Výskyt
Rosnatka královská je endemit Jihoafrické republiky (JAR). Byla zde nalezena pouze na dvou lokalitách o nadmořských výškách 500 a 900 m u hory Bainskloof poblíž Wellingtonu v západním Kapsku. Přes další rozsáhlý průzkum nebyly rosnatky nalezeny v jiných podobných blízkých lokalitách. U těchto dvou populací, přičemž každá je omezena jen na několik set metrů čtverečních, existují malé rozdíly ve stavbě těla, jako je například šířka listů. Rosnatka královská se vyskytuje v oblastech porostlých nízkými nebo středně velkými stálezelenými keři; tento biotop, charakteristický pro JAR, se nazývá fynbos. Teploty zde mohou klesnout až pod bod mrazu.
Oblast v nižší nadmořské výšce, ve které se rosnatka Drosera regia vyskytuje, je charakteristická permanentně vlhkými půdami tvořenými převážně štěrkovými nánosy vzniklými na dně potoků. Rostliny rostou v rašelinném křemičitém písku, často pokrytém štěrkem. Přidruženou vegetaci tvoří druhy z rodu Leucadendron a čeledí šáchorovité (Cyperaceae), kosatcovité (Iridaceae) a lanovcovité (Restionaceae). V oblasti je také nutná přítomnost hmyzu, kterým se rostlina přiživuje, a pravidelné požáry, hubící větší rostliny v blízkosti rosnatky, které by jí mohly bránit v růstu.

## Popis

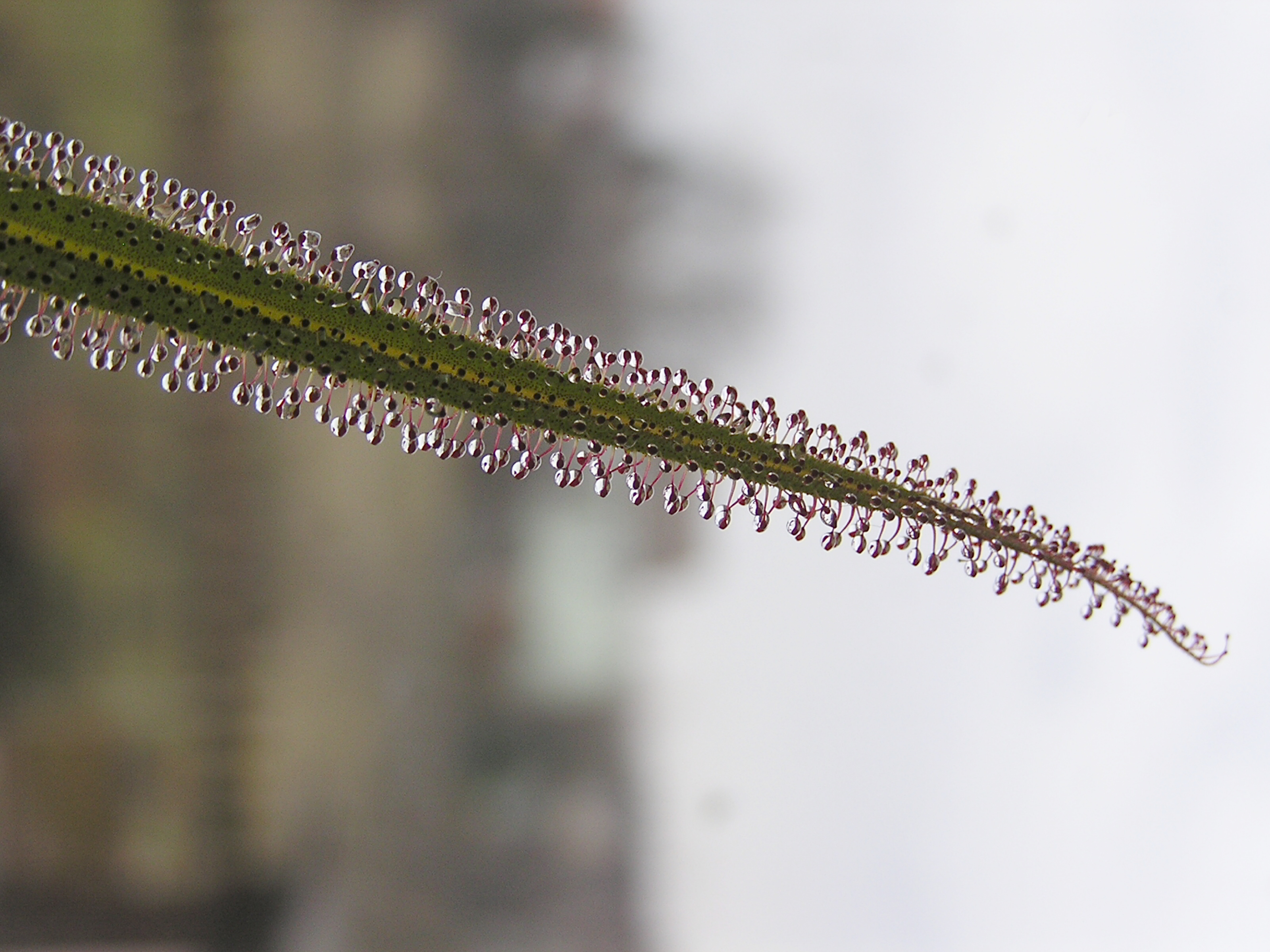
Detail listu

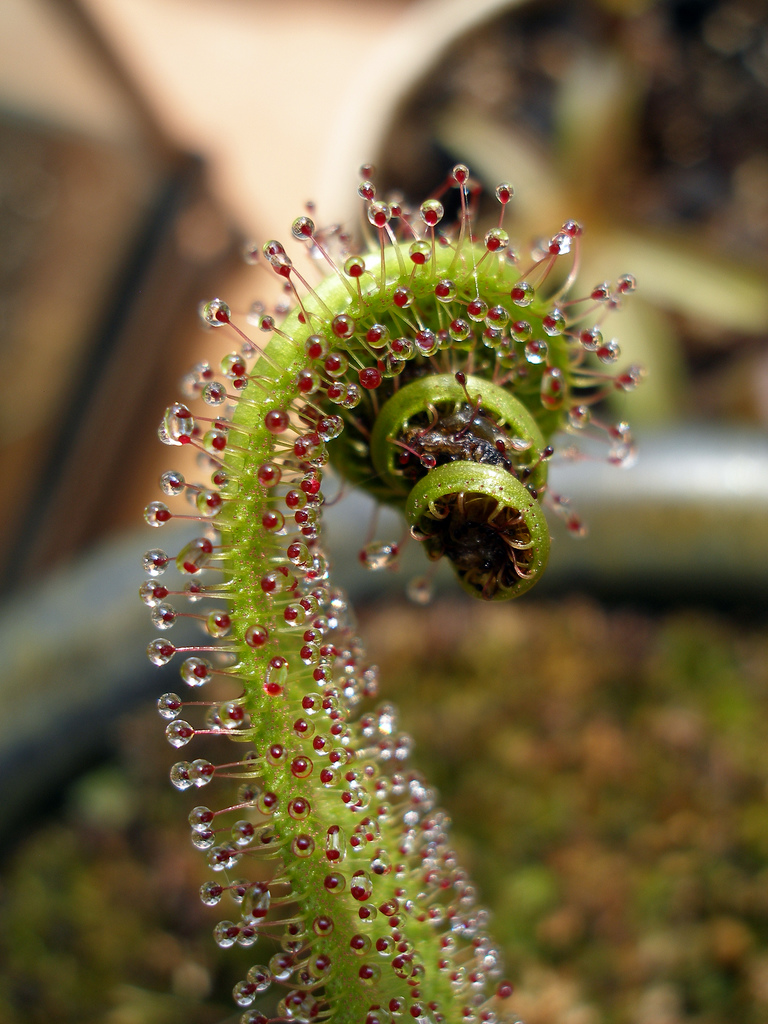
List rosnatky obtočený kolem kořisti

Rosnatka královská patří mezi poměrně velké byliny. Vytváří horizontálně rostoucí dřevité oddenky (rhizomy) a růžici velkých listů. Ty mohou měřit až 70 cm na délku a 2 cm na šířku. Listům chybí řapíky i palisty. Vernace je circinátní, výhonky uložené v pupenu se tedy rozvíjejí spirálně. Téměř po celé horní ploše listů rostou takzvané tentakule, paličkovitě zakončené brvy vylučující sliz. Pokud se těchto lepivých orgánů dotkne kořist, rostlina reaguje tím, že se kolem ní začnou tentakule i samotné listy ohýbat, list se přitom může i několikrát stočit. Každý list je vybaven i tisíci tentakulí, díky čemuž může polapit i větší kořist (ta je po chycení rozložena enzymy a živiny z ní pohlceny skrze listy). Ve svém areálu výskytu loví tato masožravka například brouky, můry a motýly.
V chladných obdobích se rosnatky královské nacházejí ve vegetačním klidu; v tuto dobu tvoří pouze pupen složený z krátkých nerozvinutých listů. Vegetační sezóna trvá od října do dubna; rostliny však mohou v růstu také pokračovat během celého roku bez vegetačního klidu. Jednotlivé listy poté usychají, avšak i tak zůstávají stále přirostlé k rostlině pomocí krátkého stonku a přikrývají její spodní část.

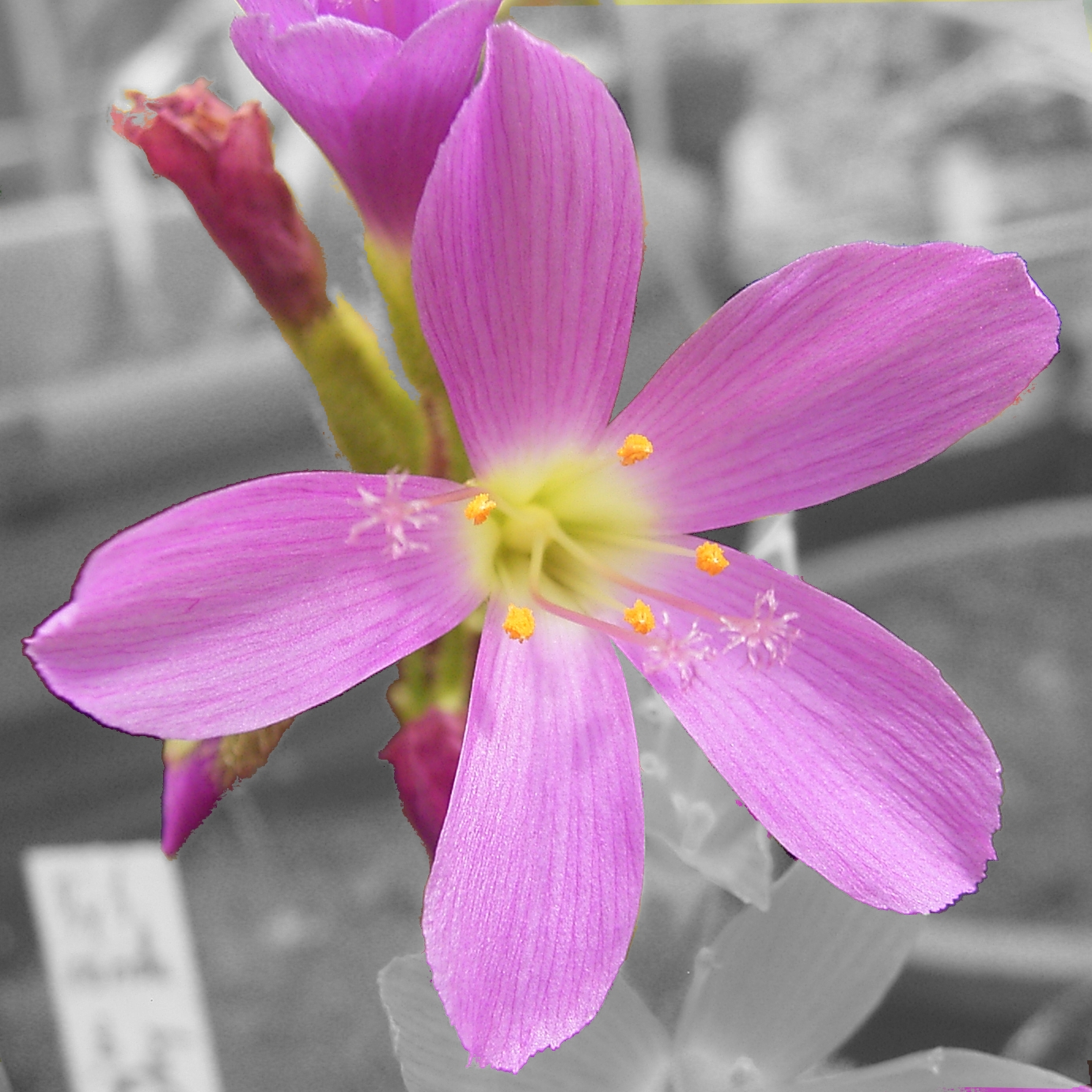
Květ

Produkce dřevitých oddenků je jedna z neobvyklých vlastností rostliny, společná v rodu pouze pro ni a rosnatku D. arcturi. U ostatních rosnatek z rodu nebyla tato morfologická charakteristika zaznamenána, proto jsou také D. regia a D. arcturi považovány za dvě starobylé vývojové linie. Rosnatka královská je typická také produkcí mírně ztlustlých masivních kořenů, jejichž vrchol měří asi 15 cm a pokrývají jej kořenové vlásky. Pomocí oddenků nebo kořenů se rostlina může nepohlavně rozmnožovat; děje se tak hlavně po odkvetení. Z nepoškozených kořenů, například při požáru, pak také může vyrůst nová rostlina.
D. regia kvete během ledna a února. Vytváří až 40 cm vysoké, vzpřímené květní stvoly. Na rozdíl od ostatních rosnatek z rodu (výjimkou je D. arcturi) se nevyvíjejí circinátní vernací (rostou tedy svisle) a odlišují se i dalšími znaky. Rozvětvují se na dva výhonky, na kterých roste většinou 5 až 20 (někdy i 30) květů měřících necelé 4 cm v průměru. Květy jsou růžového zbarvení, s okvětními lístky dlouhými 2 až 3 cm. Kalich je vysoký asi 13 mm. Listeny jsou malé a vyvíjí se na nich několik tentakulí. Z vrcholu semeníku vyrůstají celkem tři nerozvětvené blizny, okolo semeníků poté vyrůstá pět tyčinek, dlouhých asi 1,5 cm. Tyčinky a blizny jsou postavené tak, aby se minimalizovala možnost samosprašnosti. Semena jsou hnědá až černá, zdobená jemným síťovitým vzorem. Měří 2 mm na délku a v průměru 0,5 mm. Rostlina semena vypustí do konce března.

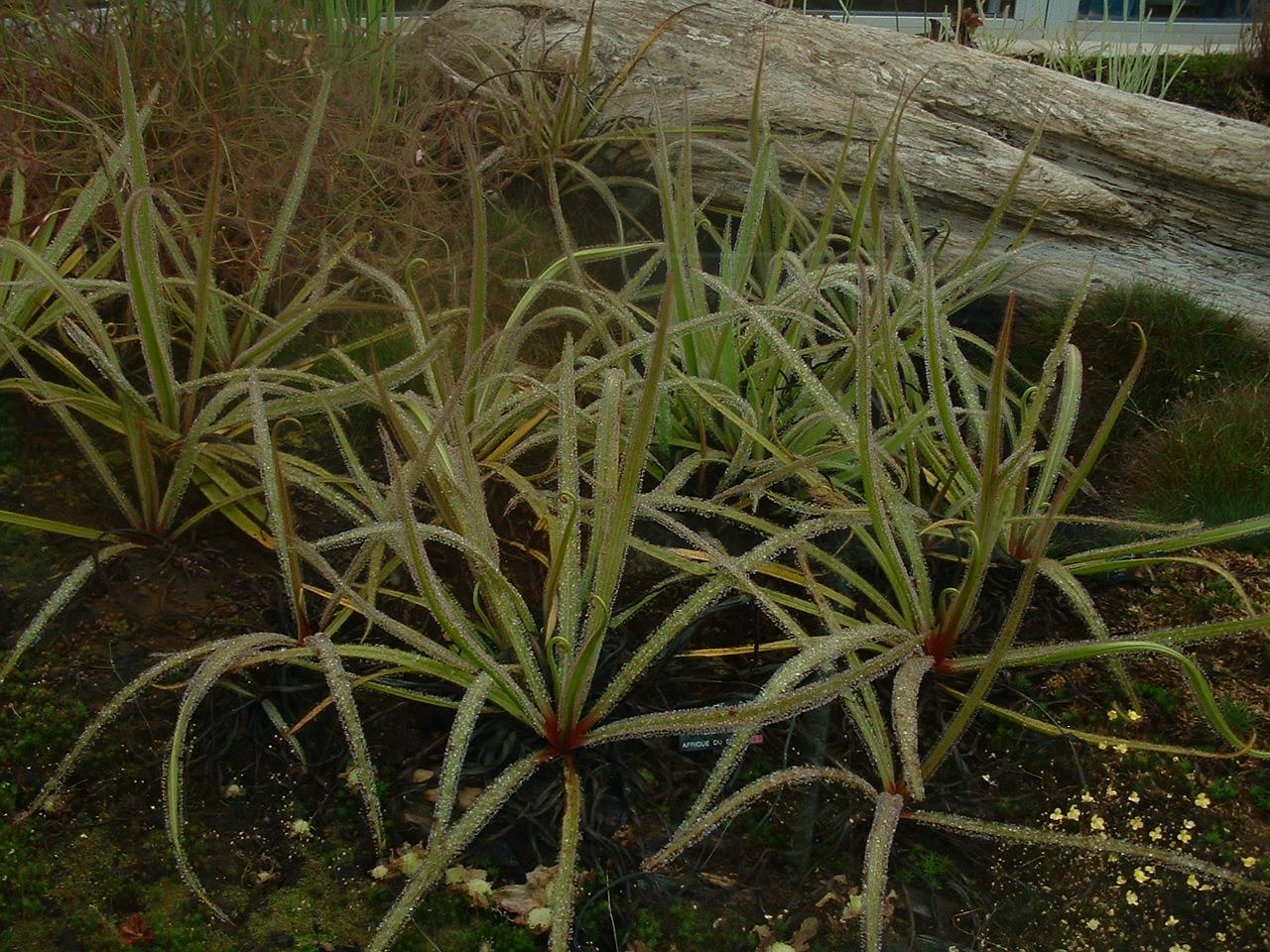
Rosnatka královská v Jardin botanique de Lyon

Diploidní karyotyp D. regia činí 2n = 34 chromozomů. Pro rod Drosera je tento počet neobvyklý a blíží se spíše počtu chromozomů mucholapky podivné; její variabilní počet chromozomů podle několika studií činí 2 n = 30, 32 a 33. Většina rosnatek má počet chromozomů v násobcích deseti. Botanik Fernando Rivadavia navrhl, že diploidní karyotyp rodu činil 20. Tento počet sdílí velká řada druhů z rodu, výjimkou jsou rosnatky z Austrálie, Nového Zélandu a jihozápadní Asie (2n = 6−64 chromozomů).

## Status
Botanik Andreas Fleischmann v roce 2009 ve své zprávě o výpravě z roku 2006 poznamenal, že místo o vyšší nadmořské výšce je porostlé pouze lanovcovitými, rosnatky královské však nenašel žádné. Podobně vypadala i lokalita v nižší nadmořské výšce, kde Fleischmann objevil zhruba 50 rostlin, čímž se stala rosnatka královská jedním z nejvíce ohrožených druhů ze svého rodu. Mezinárodní svaz ochrany přírody (IUCN) tento druh nehodnotí, z roku 1997 však pochází od IUCN ohodnocení rosnatky královské jako vzácné, tato dřívější hodnocení IUCN však nejsou pro častou chybovost uznávána. Podle International Carnivorous Plant Society však rosnatka královská patří mezi ohrožené rostliny. Někteří botanikové (například publikace Barthlott, W., Porembski, S., Seine, R. a Theisen) ji dokonce považují za ohroženou vyhynutím.
Krátkodobá prognóza se výrazně zlepšila v roce 2015, kdy přirozená stanoviště rosnatek zachvátil požár. Poté byly rosnatky znovu pozorovány i v oblasti s vyšší nadmořskou výškou.

## Kultivace

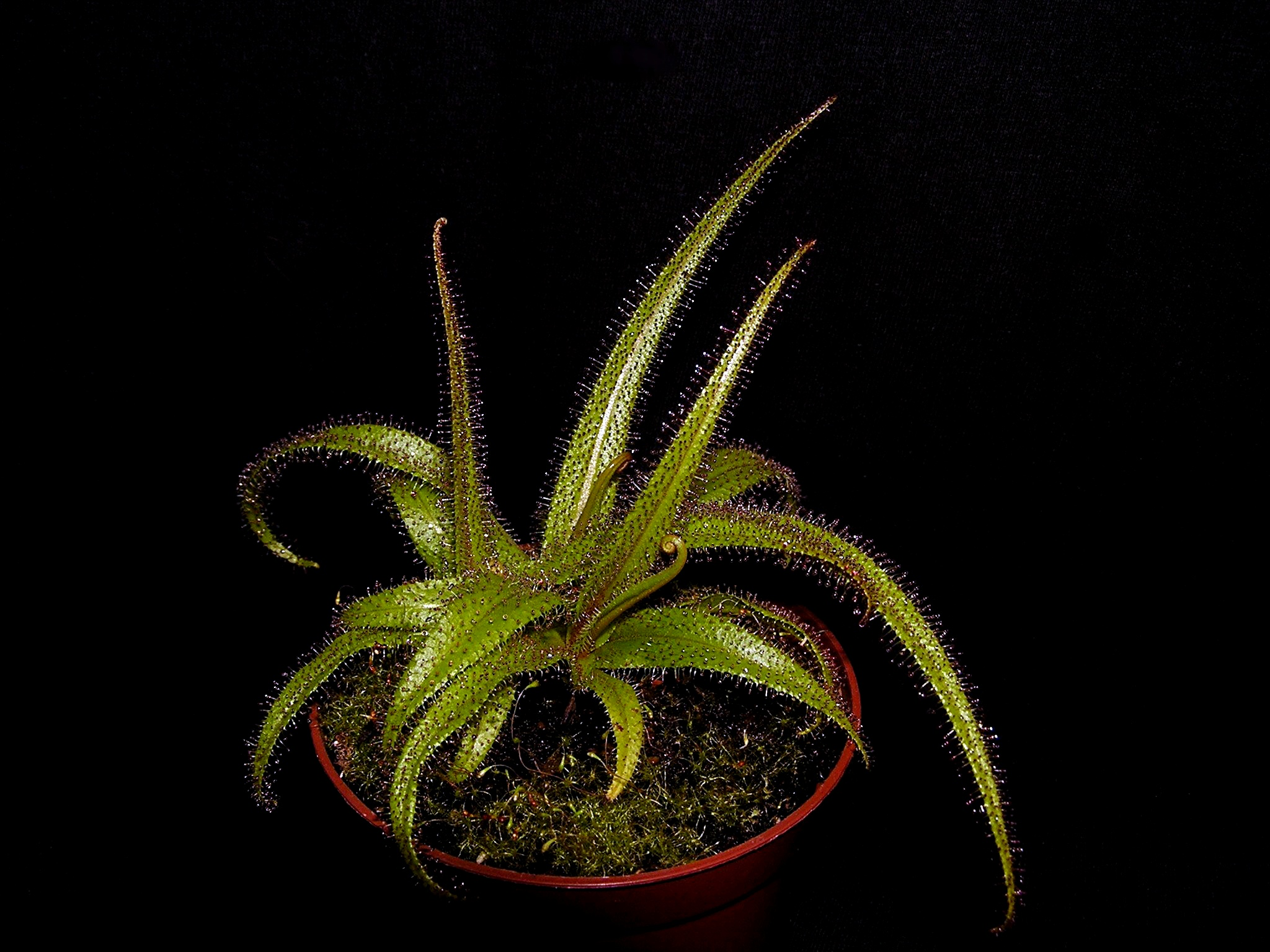
Kultivovaná rosnatka královská

O kultivaci rosnatky královské se poprvé pokusila E. L. Stephensová v roce 1926, ještě před formálním popsáním druhu. Pěstování rosnatky bylo úspěšné a botanička poznamenala, že rostlina vyžaduje vlhké a chladné prostředí, tedy podobné, jako má ve svém přirozeném prostředí.
Rosnatka královská je často považována za druh obtížný pro pěstování, některé studie o její kultivaci však naznačily podmínky vedoucí k úspěchu. Rosnatka královská vyžaduje dobře odvodněnou půdu a dostatek světla. Teploty by měly být spíše nižší. Překotný růst vyvolává, pokud jsou rosnatky ve dne v teple a v noci v chladu. Rostliny lze rozmnožovat, nepohlavně spíše malými kořenovými řízky nežli řízky listů; ty často podléhají hnilobě ještě před zapuštěním kořenů. Semena jinak klíčí velmi rychle, od deseti dnů po maximálně čtyři týdny, tedy rychleji než u jiných rosnatek z rodu.
První kultivar rosnatky královské, pojmenovaný 'Big Easy', byl objeven roku 2004 Williamem Josephem Clemensem, který jej nejprve získal na konferenci International Carnivorous Plant Society v roce 2000, a jako kultivar jej určil až po delší době. Informace o něm zveřejnil v čtvrtletníku Carnivorous Plant Newsletter. 'Big Easy' je považován za robustnější než ostatní rosnatky, s maximální délkou listu 23 cm. Nikdy nekvete a neprodělává období vegetačního klidu.